# Косатка джудже
Косатката джудже още фереза (Feresa attenuata) е вид бозайник от семейство Делфинови (Delphinidae).

## Разпространение и местообитание
Този вид е разпространен в Австралия, Алжир, Американски Вирджински острови, Ангуила, Антигуа и Барбуда, Аруба, Бангладеш, Барбадос, Бахамски острови, Белиз, Бенин, Бонер, Бразилия, Британски Вирджински острови, Бруней, Венецуела, Виетнам, Габон, Гамбия, Гана, Гватемала, Гвиана, Гвинея, Гвинея-Бисау, Гренада, Гуам, Демократична република Конго, Джибути, Доминика, Доминиканска република, Еквадор, Екваториална Гвинея, Западна Сахара, Йемен, Източен Тимор, Индия, Индонезия, Иран, Испания, Италия, Кайманови острови, Камбоджа, Камерун, Кения, Кирибати, Китай, Кокосови острови, Колумбия, Коморски острови, Коста Рика, Кот д'Ивоар, Куба, Кюрасао, Либерия, Мавритания, Мадагаскар, Майот, Малайзия (Западна Малайзия, Сабах и Саравак), Малдиви, Мароко, Маршалови острови, Мексико, Мианмар, Микронезия, Мозамбик, Науру, Нигерия, Никарагуа, Ниуе, Нова Каледония, Оман, Острови Кук, Пакистан, Палау, Панама, Папуа Нова Гвинея, Перу, Питкерн, Португалия, Провинции в КНР, Пуерто Рико, Саба, Салвадор, Самоа, САЩ, Свети Мартин, Северни Мариански острови, Сейнт Винсент и Гренадини, Сейнт Китс и Невис, Сен Естатиус, Сенегал, Сиера Леоне, Сингапур, Синт Мартен, Соломонови острови, Сомалия, Суринам, Тайван, Тайланд, Танзания, Того, Токелау, Тонга, Тринидад и Тобаго, Уолис и Футуна, Фиджи, Филипини, Франция, Френска Гвиана, Френска Полинезия, Хаити, Хондурас, Шри Ланка, Южна Африка, Южна Корея, Ямайка и Япония.
Обитава крайбрежията на океани, морета и заливи в райони с тропически, умерен и субтропичен климат.

## Описание
Теглото им е около 170 kg.